# Setge de Gijón
El setge de Gijón va començar al principi de la Guerra Civil espanyola quan les forces insurrectes van voler prendre la ciutat de Gijón. El setge va començar el 19 de juliol i va acabar el 21 d'agost amb victòria republicana.
El 19 de juliol de 1936, la guarnició d'Oviedo, dirigida pel general Antonio Aranda, es va declarar en rebel·lió contra el govern de la República i en poques hores va prendre la ciutat gairebé sense resistència car va agafar per sorpresa les autoritats republicanes. D'aquesta manera es va formar un nucli insurrecte, defensat per 4.000 homes.
Mentre el coronel Antonio Pinilla, cap de la guarnició del port asturià de Gijón, va aixecar el dia 20 de juliol les seves tropes, però a diferència de la ciutat d'Oviedo els insurrectes no eren gairebé mes d'uns dos-cents combatents i, a més, no va haver-hi factor sorpresa perquè el matí del 19 de juliol, Pinilla va intentar treure una companyia de soldats sense advertir que el seu cap immediat era un oficial lleial a la República. Així, des de la tarda del 19 de juliol les autoritats del Front Popular estaven assabentades que alguns militars volien prendre el control del port en suport del bàndol insurrecte. Davant aquesta situació, i tenint notícies dels fets d'Oviedo, els milicians anarquistes estaven amatents.

## El setge
El 20 de juliol el coronel Pinilla va declarar la seva adhesió als insurrectes i va començar a ocupar edificis públics. Tanmateix, es va trobar amb una gran inferioritat numèrica davant les tropes republicanes i el suport de les milícies armades de la UGT i la CNT. La força oponent i la manca de factor sorpresa va produir que molts soldats de la guarnició desistissin en el seu suport al coronel insurrecte i es rendissin a les autoritats republicanes.
Aviat els rebels van quedar en inferioritat numèrica i es van concentrar en la caserna de Simancas, on poc més de 200 rebels han de fer front a unes milícies que compten amb escassetat d'armes, però grans quantitats de dinamita.
Els dies 22, 23 i 24 de juliol els milicians van realitzar atacs frontals al quarter de Simancas que els van causar moltes baixes. El comandament republicà va determinar que era més important suprimir aquesta revolta, abans de concentrar els esforços en els insurrectes d'Oviedo. Per tant, les milícies asturianes es van concentrar contra el quarter durant gairebé un mes.
Aviat els insurrectes es van veure mancats de menjar suficient i aigua. Es creu que esperaven un ajut imminent de les tropes del bàndol nacional, però l'estructura de l'edifici en cap cas es podia comparar amb les del setge a l'Alcàsser de Toledo.
El 29 de juliol va aparèixer davant del port el Creuer Almirante Cervera, a favor del bàndol nacional, però l'esforç dels seus canons no va ser suficient per a reduir els atacs al quarter. L'1 d'agost es van reiniciar els atacs de les milícies a Gijón que duren fins al dia 5. El 2 d'agost l'aviació republicana va aparèixer en ajut de les milícies, fet que va incrementar els danys a l'edifici rebel. El 12 d'agost es va reiniciar els atacs dels milicians mitjançant un túnel subterrani.
Per la seva banda, el Cuirassat España i el Destructor Velasco del bàndol nacional no van poder auxiliar eficaçment a la guarnició. Mancats d'aigua i menjar, va ser atacada de nou amb dinamita els dies 16 i 20 agost. Finalment, el dia 21 les milícies van aconseguir entrar al quarter i van derrotar els darrers defensors.